# إليك آشر
إليك آشر (بالإنجليزية: Alec Asher)‏ هو لاعب كرة قاعدة أمريكي، ولد في 4 أكتوبر 1991 في ليكلاند في الولايات المتحدة.

## وصلات خارجية
- إليك آشر على موقع دوري كرة القاعدة الرئيسي (الإنجليزية)
- إليك آشر على موقعبيزبول رفرنس.كوم (الدوري الرئيسي) (الإنجليزية)
- إليك آشر على موقعبيزبول رفرنس.كوم (الدوري الثانوي) (الإنجليزية)
- إليك آشر على موقع إي إس بي إن.كوم (أم.أل.بي) (الإنجليزية)
- إليك آشر على موقع مشجعي الرسوم البيانية (الإنجليزية)